# Syneches
Syneches is een geslacht van insecten uit de familie van de Hybotidae, die tot de orde tweevleugeligen (Diptera) behoort.

## Soorten
Deze lijst van 12 stuks is mogelijk niet compleet.
- S. albonotatus Loew, 1862
- S. ater Melander, 1928
- S. debilis Coquillett, 1895
- S. frosti Wilder, 1974
- S. hyalinus Coquillett, 1895
- S. longipennis Melander, 1902
- S. muscarius (Fabricius, 1794)
- S. pusillus Loew, 1861
- S. rufus Loew, 1861
- S. simplex Walker, 1852
- S. thoracicus (Say, 1823)
- S. vittatus Wilder, 1974